# Night Of The Living Dregs
Night Of The Living Dregs е албум на американската джаз фюжън група Dixie Dregs, издаден през 1979 г. Първата част от албума е записана в студио, а втората на джаз фестивалът в Монтрьо (Швейцария) на 23 юли 1978 г. Албумът е продуциран от Кен Скот и получава номинация за Грами в категорията „Най-добро рок инструментално изпълнение“.

## Състав
- Стив Морз – китара
- Алън Суоан – струнни
- Анди Уест – бас
- Марк Периш – клавишни
- Род Моргенщайн – барабани